# تروجينا
مدينة تروجينا هي مشروع وجهة عالمية للسياحة الجبلية الجديدة في نيوم، أعلن عن إنشائها ولي العهد السعودي الأمير محمد بن سلمان آل سعود في 3 مارس 2022 في إطار خطة نيوم واستراتيجيتها للإسهام في دعم وتطوير القطاع السياحي في المنطقة.

## الموقع
تتمركز تروجينا في وسط نيوم على بعد 50 كيلومتراً من ساحل خليج العقبة، حيث يوجد مجموعة من أعلى القمم الجبلية في السعودية بارتفاع يصل إلى حوالي 2,600 متر فوق سطح البحر. وتتميز المنطقة بانخفاض درجات الحرارة فيها إلى ما دون الصفر في الشتاء، وبمعدل درجة الحرارة أقل بنسبة 10 درجات مئوية عن بقية مدن المنطقة على مدار العام.

## المعالم
تتضمن أبرز معالم مشروع تروجينا بحيرة ضخمة بمياه عذبة، وفندق ذا بو (The Bow)، الذي يقدم تجربة فندقية تحت الماء، وكذلك قرية ذا فولت (The Vault) التي ستُبنى بشكل عمودي داخل الجبال، والمصممة وفق أحدث التقنيات ووسائل الترفيه والضيافة، وتعد بوابة الدخول الرئيسية إلى «تروجينا». إضافة إلى المجمع السكني سلوب ريزيدنسز (Slope Residences) الذي يقع على مقربة من منحدر التزلج المطل على البحيرة، إلى جانب مجموعة من الفلل الفاخرة.

## المكونات
يتكوّن المشروع من ستة أحياء وهي: البوابة، والاكتشاف، والوادي، والبحث، والاسترخاء، والمرح. صممت جميعها بهدف تقديم أنشطة تلبي مختلف الأذواق والاحتياجات، وسيتم تطويرها وفق مواصفات معمارية تراعي الاستدامة البيئية، وتحافظ على الكائنات الحية باختلافها، وأيضاً تحافظ على الطبيعة واستدامتها.
ويشتمل المشروع على سلسلة من المنشآت والمرافق، منها قرية التزلج والمنحدر الخاص بها، ومجموعة من الفنادق والمنتجعات الصحية والعائلية وبحيرة على طول 2.8 كيلومتر ضمن منتجع تروجينا الجبلي، ومجموعة من محلات التجزئة والمطاعم، إلى جانب الألعاب الرياضية مثل الرياضات المائية وركوب الدراجات، ومحمية ذات طابع تفاعلي، ومن المخطط له أن يتم الانتهاء من تطوير المشروع في العام 2026م.
كما يشتمل المشروع إقامة المهرجانات الرياضية والفنية والموسيقية والثقافية ومجموعة من الأنشطة الترفيهية. حيث تستهدف «تروجينا» استقطاب أكثر من 700 ألف زائر وحوالي 7,000 نسمة من السكان الدائمين في «قرية تروجينا» والقطاعات السكنية المجاورة بحلول عام 2030. وتتقيد جميع أعمال الإنشاء والتشييد بمبادئ نيوم البيئية الصارمة المعتمدة، والتي تتضمن الحد من الأنشطة التي تضر بالمنظومة البيئية وتعمل على تحقيق الاستدامة.

## استضافة الألعاب الآسيوية الشتوية 2029
في 4 أكتوبر 2022، أعلن المجلس الأولمبي الآسيوي فوز ملف تروجينا 2029 باستضافة دورة الألعاب الآسيوية الشتوية في نسختها التاسعة خلال الجمعية العمومية الـ41" والتي عقدت في كمبوديا، لتكون تروجينا أول مدينة في غرب آسيا تفوز باستضافة الألعاب الآسيوية الشتوية. تلقى قرار منح المملكة العربية السعودية دورة الألعاب الشتوية الآسيوية 2029 انتقادات بشأن تأثيرها السلبي على البيئة. في برنامج إذاعي فرنسي ، قال الحاصل على الميدالية الفضية في الألعاب الأولمبية يوهان كلاري "إنه أمر مروع لرياضتنا". في غضون ذلك ، أعرب الأمين العام للاتحاد الدولي للتزلج على الجليد ، ميشيل فيون ، عن دهشته من قرار المجلس الأولمبي الآسيوي (OCA). يقال إن الألعاب ستقام في منطقة منتجع تروجينا في مدينة ضخمة مستقبلية تبلغ قيمتها نصف تريليون دولار. أثار المشروع السعودي ، وسط مخاوف متزايدة من ظاهرة الاحتباس الحراري ، قضايا متعددة تتراوح بين درجات الحرارة المرتفعة المتوقعة في الأراضي الصحراوية ، وتأثير الطاقة ، وانحراف موارد المياه المحلية إلى بناء منحدرات التزلج الاصطناعية من الصفر. ادعى رفائيل لو ماجوريك ، الخبير في الجغرافيا السياسية لرياضة دول الخليج بجامعة تورز ، أن الرياض "تريد بشكل أساسي الترويج لمدينتها المستقبلية ، نيوم.